# Palazzo del Comando legione carabinieri Sardegna
Il palazzo del Comando Legione Carabinieri Sardegna è un edificio pubblico situato a Cagliari, in via Sonnino, antistante la piazza Gramsci, nel quartiere Villanova, sede della Legione Carabinieri sarda.

## Descrizione
L'edificio fu progettato dagli ingegneri Angelo Binaghi e Flavio Scano. I lavori, realizzati dalla società Ferrobeton, cominciarono alla fine del 1930, mentre l'inaugurazione avvenne il 21 aprile 1933 ad opera non ancora completamente conclusa.
L'edificio ha una sagoma pentagonale ed è caratterizzato da forme ridondanti. In alto si trovano quattro grandi statue in bronzo realizzate dallo scultore Albino Manca, originario di Tertenia, e raffiguranti nudi virili simboleggianti L'Età fascista, La Giustizia, La Nuova giovinezza e Il Dovere.
Alla sommità dell'edificato sono visibili gli stemmi e i motti dell'Arma dei carabinieri riportati in lingua latina e in italiano: "pro patria contra omnes/pro me contra neminem"; "usi obbedir tacendo e tacendo morir".

## Il Comando Legione Carabinieri
Il 16 ottobre 1822 il re Carlo Felice istituiva il Corpo dei Carabinieri reali di Sardegna, che con l'unificazione italiana nel 1861, venivano sciolti e incorporati nella neocostituita Legione Reali carabinieri Sardegna.
Il Comando Legione Carabinieri fu colpito duramente dai bombardamenti americani diurni del 31 marzo e del 13 maggio 1943, (quando ne era comandante il col. Guglielmo Nasi)  e il Comando da Cagliari venne temporaneamente ripiegato a Nuoro, presso il locale Comando Gruppo Carabinieri, sino alla fine del 1944, quando tornò nella sede originaria.
Rinominato nel 1992 come "Comando Regione Carabinieri Sardegna", nel 2008 questi comandi riassumono l'antica denominazione di "Legione Carabinieri" e viene rinominato "Comando Legione Carabinieri Sardegna". La caserma è intitolata al Brigadiere M.O.V.M. Enrico Zuddas.
Il Comando di Legione dipende dal Comando interregionale carabinieri "Podgora" ed è responsabile per l'intera regione della gestione del personale e dirige, coordina e controlla i Comandi Provinciali dipendenti.

### Comandanti
Dal settembre 2023 il comandante della Legione è il Generale di Brigata Stefano Iasson, proveniente dalla 2^ Brigata Mobile di Livorno.
- Generale di divisione Placido Russo (1997-2000)

- Generale di brigata Clemente Gasparri (2000-2002)

- Generale di brigata Giuseppe Meglio (2002-2004)

- Generale di brigata Gilberto Murgia (2004-2007)

- Generale di brigata Carmine Adinolfi (2007-2010)

- Generale di divisione Luigi Robusto (2010-2014)
- Generale di brigata Antonio Bacile (2014-2016)
- Generale di brigata Paolo Nardone (2016-2017)
- Generale di divisione Giovanni Truglio (2017-2021)
- Generale di brigata Francesco Luigi Gargaro (2021-2023)
- Generale di Brigata Stefano Iasson (2023 - in carica)